# Semakod

Przykład kodu Semakod

Semakod – system polegający na oznakowaniu obiektów w świecie rzeczywistym specjalnymi kodami zawierającymi adresy URL z opisem oznakowanego obiektu.
Semakod jest dwuwymiarowym kodem kreskowym bazującym na kodzie Data Matrix, w którym zakodowany jest adres URL z opisem danego obiektu (miejsca, budowli, zabytku, plakatu filmowego itp.). Tak spreparowany adres jest łatwo odczytywany przez wszelkiego rodzaju urządzenia przenośne, takie jak telefon komórkowy czy palmtop. Dzięki temu użytkownik urządzenia mobilnego wyposażonego w aparat fotograficzny i odpowiednie oprogramowanie jest w stanie natychmiast połączyć się ze stroną opisującą dany obiekt.
System został opracowany przez kanadyjskiego programistę Simona Woodside'a.